# ゴールドウィン・ピクチャーズ
ゴールドウィン・ピクチャーズ・コーポレーション（Goldwyn Pictures Corporation）は、かつて存在したアメリカ合衆国の映画会社である。

## 略歴・概要
1916年（大正5年）、サミュエル・ゴールドフィッシュが、ブロードウェイのプロデューサー、エドガー・セルフィンとアーチボルド・セルフィン兄弟とパートナーシップを結び、両者の姓を合成して命名した。「ゴールドウィン」以外のもうひとつのとりあわせでは「セルフィッシュ・ピクチャーズ」（利己的映画会社）になるので、こちらは即座に却下された。これを機に、ゴールドフィッシュはその姓名を、現在知られるサミュエル・ゴールドウィンに法的に改名した。

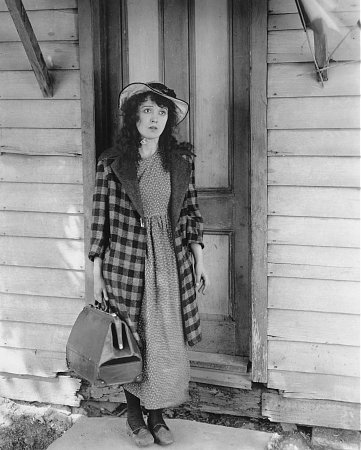
『いたづら娘』（1918年）のメーベル・ノーマンド。

当初、同社はニュージャージー州フォートリーで、ソラックス・スタジオから映画製作のための施設を賃借していた。同社が適度に成功したと言えるが、もっとも有名なのはトレードマークの「レオ・ザ・ライオン」である。
サミュエル・ゴールドウィンは、最終的には、米国内で支配的な演劇の興行会社であるシューバート・オーガニゼイションを率いるリー・シューバートを引き入れたセルフィン兄弟たちが強制的に排除した。シューバートは同社を支配し、映画興行界の大物マーカス・ロウとロウが経営するメトロ・ピクチャーズに同社を合併させ、メトロ・ゴールドウィン・ピクチャーズとし、新しい会社にトレードマーク「レオ・ザ・ライオン」を付与した。
メトロ・ゴールドウィン・ピクチャーズがルイス・B・メイヤー・ピクチャーズの合流を受けた結果、生まれた新しい映画スタジオが、メトロ＝ゴールドウィン＝メイヤー（MGM）である。のちの1981年（昭和56年）にユナイテッド・アーティスツと合併し、MGM/UAエンタテインメント・カンパニーとなった。
同社を放擲されたサミュエル・ゴールドウィンは、1923年（大正12年）にサミュエル・ゴールドウィン・プロダクションズを設立している。映画産業においてもっとも尊敬されるべきプロデューサーになることはできたが、合併前に放擲されたメトロ＝ゴールドウィン＝メイヤーとは、まったく具体的な関係がなくなっていた。

## 関連事項
- エドガー・セルフィン （Edgar Selwyn）
- アーチボルド・セルフィン （Archibald Selwyn）
- ソラックス・スタジオ （Solax Studios）
- シューバート・オーガニゼイション （The Shubert Organization）
- リー・シューバート （Lee Shubert）
- マーカス・ロウ （Marcus Loew）
- メトロ・ピクチャーズ （Metro Pictures）
- ルイス・B・メイヤー （Louis B. Mayer）
- サミュエル・ゴールドウィン・スタジオ （Samuel Goldwyn Studio）